# Assembleia legislativa (Brasil)

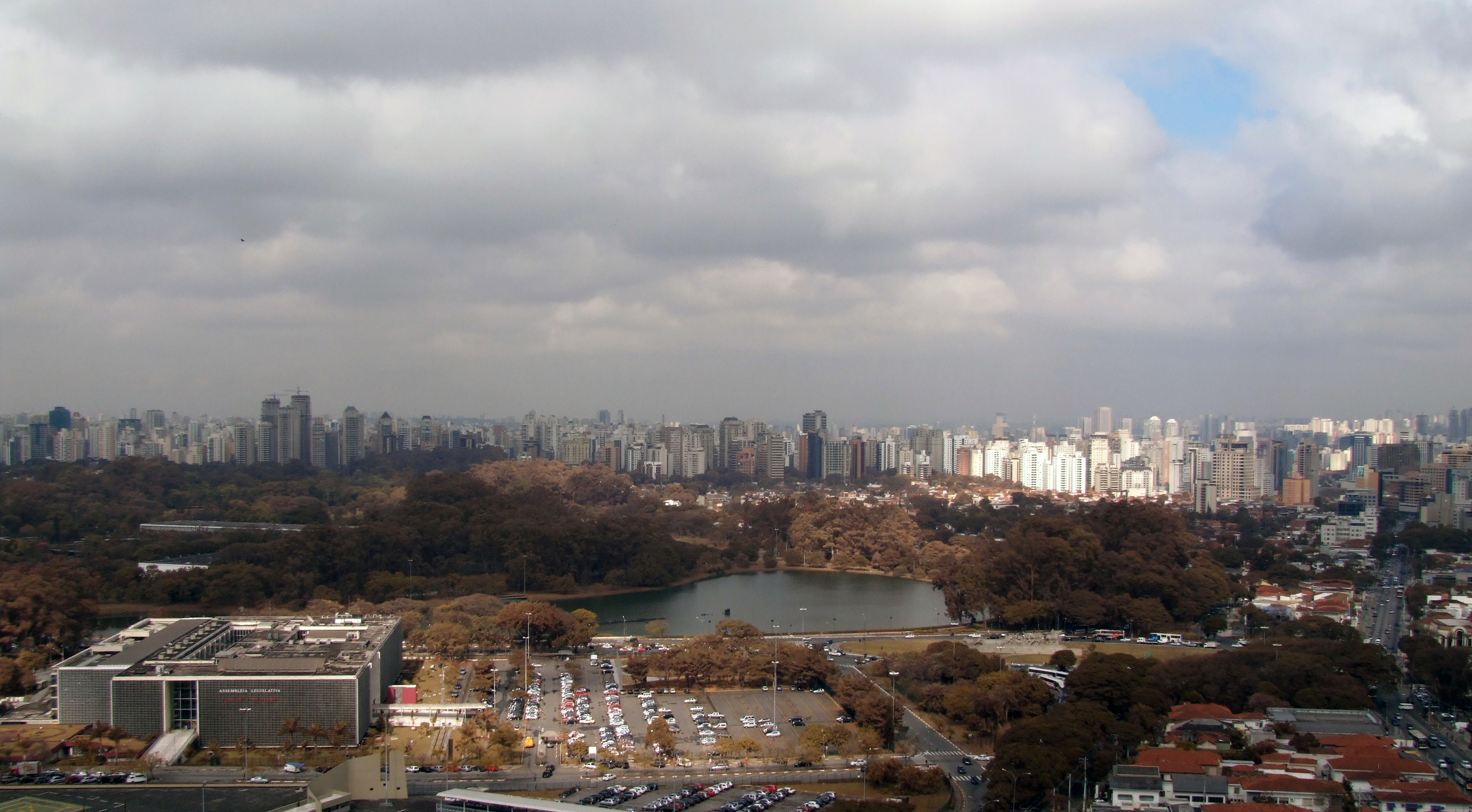
Assembleia Legislativa e Lagos do Ibirapuera

No Brasil, a Assembleia Legislativa dos estados federados são os órgãos de poder legislativo dos respectivos estados por meio dos deputados estaduais.
Ao contrário da representação federal, é unicameral. As Assembleias Legislativas são compostas por deputados (estaduais) eleitos a cada quatro anos em voto direto e secreto pelo método D'Hondt, sendo o número de membros igual ao triplo da representação na Câmara dos Deputados.
Compete à Assembleia Legislativa dar posse ao governador e vice-governador, bem como julgar as contas e crimes de responsabilidade do executivo estadual, solicitar intervenção federal para garantir o cumprimento das constituições (federal e estadual), votar projetos de lei vindos do governador e de qualquer deputado.

## Histórico
A primeira Constituição do Brasil (outorgada por Dom Pedro I, em 25 de março de 1824) não previa a delegação de poderes legislativos às províncias do Império. Por outro lado, estabelecia órgãos deliberativos sobre assuntos gerais de interesse das províncias, os chamados Conselhos Gerais.
Esta situação perdura por dez anos, até a criação das Assembleias Legislativas Provinciais, através do Ato Adicional de 1834. Inicialmente as sessões da assembleia legislativa provincial duravam dois meses, sujeitas a prorrogações.
Em 27 de junho de 1835 foi estabelecido, que o início dos trabalhos se daria a 1º de março de cada ano. Já a lei nº 1, de 25 de março de 1846, mudou a instalação para 1º de outubro. Estas datas eram passíveis de modificação pelos presidentes da província. A mesa diretora da assembleia seria eleita após a instalação e seu mandato era de um mês, sendo possível a reeleição.
A função estabelecida para as Assembleias era de legislar sobre assuntos municipais e provinciais, como educação pública (exceto ensino superior); desapropriação por utilidade pública; orçamento; fiscalização dos gastos públicos; criação de cargos e definição dos salários; obras públicas, estradas e navegação no interior da Província; construção de prisões, casas de socorros públicos e associações religiosas; controle dos atos do Presidente da Província em relação aos empregados provinciais; etc.
Com a mudança da condição de província para estado, após a Proclamação da República, as assembleias passaram a ser chamadas Assembleias Legislativas Estaduais, e seus representantes, deputados estaduais.

## Confusão quanto à denominação
Por ser o órgão que reúne os deputados estaduais eleitos em determinado estado, alguns tendem a chamar uma assembleia legislativa de Câmara dos Deputados daquele estado. Essa última denominação, no entanto, é exclusiva da casa legislativa nacional que reúne os deputados federais, como claramente se observa, dentre outros, na redação do artigo 60, incisos I e III, da Constituição Federal de 1988.
Exceção se faz à casa legislativa do Distrito Federal, que é denominada Câmara Legislativa do Distrito Federal e congrega deputados distritais.
Na esfera municipal, o termo que refere à casa do Legislativo é Câmara Municipal (ou Câmara de Vereadores).

## Lista
| Bandeira | Nome                                          | Fundação   | Deputados | Site                |
| -------- | --------------------------------------------- | ---------- | --------- | ------------------- |
|          | Assembleia Legislativa do Acre                | 13/06/1962 | 24        | www.al.ac.leg.br    |
|          | Assembleia Legislativa de Alagoas             | 12/02/1835 | 27        | www.al.al.leg.br    |
|          | Assembleia Legislativa do Amapá               | 01/01/1991 | 24        | www.al.ap.leg.br    |
|          | Assembleia Legislativa do Amazonas            | 07/09/1852 | 24        | www.ale.am.gov.br   |
|          | Assembleia Legislativa da Bahia               | 12/08/1834 | 63        | www.al.ba.gov.br    |
|          | Assembleia Legislativa do Ceará               | 07/04/1835 | 46        | www.al.ce.gov.br    |
|          | Câmara Legislativa do Distrito Federal        | 01/01/1991 | 24        | www.cl.df.gov.br    |
|          | Assembleia Legislativa do Espírito Santo      | 01/02/1835 | 30        | www.al.es.gov.br    |
|          | Assembleia Legislativa de Goiás               | 01/06/1835 | 41        | www.al.go.leg.br    |
|          | Assembleia Legislativa do Maranhão            | 16/02/1835 | 42        | www.al.ma.leg.br    |
|          | Assembleia Legislativa de Mato Grosso         | 03/07/1835 | 24        | www.al.mt.gov.br    |
|          | Assembleia Legislativa de Mato Grosso do Sul  | 13/06/1979 | 24        | www.al.ms.gov.br    |
|          | Assembleia Legislativa de Minas Gerais        | 31/01/1835 | 77        | www.almg.gov.br     |
|          | Assembleia Legislativa do Pará                |            | 41        | www.alepa.pa.gov.br |
|          | Assembleia Legislativa da Paraíba             | 07/04/1835 | 36        | www.al.pb.leg.br    |
|          | Assembleia Legislativa do Paraná              | 19/12/1853 | 54        | www.alep.pr.gov.br  |
|          | Assembleia Legislativa de Pernambuco          | 01/04/1835 | 49        | www.alepe.pe.gov.br |
|          | Assembleia Legislativa do Piauí               | 04/05/1835 | 30        | www.alepi.pi.gov.br |
|          | Assembleia Legislativa do Rio de Janeiro      | 02/02/1835 | 70        | www.alerj.rj.gov.br |
|          | Assembleia Legislativa do Rio Grande do Norte | 02/02/1835 | 24        | www.al.rn.gov.br    |
|          | Assembleia Legislativa do Rio Grande do Sul   | 20/04/1835 | 55        | www.al.rs.gov.br    |
|          | Assembleia Legislativa de Rondônia            | 31/01/1983 | 24        | www.al.ro.leg.br    |
|          | Assembleia Legislativa de Roraima             | 01/01/1991 | 24        | www.al.rr.leg.br    |
|          | Assembleia Legislativa de Santa Catarina      | 01/03/1835 | 40        | www.alesc.sc.gov.br |
|          | Assembleia Legislativa de Sergipe             | 02/02/1835 | 24        | www.al.se.leg.br    |
|          | Assembleia Legislativa de São Paulo           | 02/02/1835 | 94        | www.al.sp.gov.br    |
|          | Assembleia Legislativa do Tocantins           | 01/01/1989 | 24        | www.al.to.leg.br    |